# Sundarion alata
Sundarion alata är en insektsart som beskrevs av Leon Fairmaire. Sundarion alata ingår i släktet Sundarion och familjen hornstritar. Inga underarter finns listade i Catalogue of Life.